# Teoria del camp escalar
En física teòrica, la teoria de camps escalar pot referir-se a una teoria clàssica o quàntica relativísticament invariant de camps escalars. Un camp escalar és invariant sota qualsevol transformació de Lorentz.
L'únic camp quàntic escalar fonamental que s'ha observat a la natura és el camp de Higgs. Tanmateix, els camps quàntics escalars apareixen a les descripcions efectives de la teoria de camps de molts fenòmens físics. Un exemple és el pió, que en realitat és un pseudoescalar.
Com que no impliquen complicacions de polarització, els camps escalars solen ser els més fàcils d'apreciar a través de la segona quantificació. Per aquesta raó, les teories de camp escalar s'utilitzen sovint amb finalitats d'introducció de nous conceptes i tècniques.
La signatura de la mètrica emprada a continuació és (+, −, −, −).

## Teoria de camps escalar clàssica
Una referència general per a aquesta secció és Ramond, Pierre (2001-12-21). Teoria de camps: una introducció moderna (segona edició). EUA: Westview Press. ISBN 0-201-30450-3, cap 1.

### Teoria lineal (lliure)
La teoria de camps escalar més bàsica és la teoria lineal. Mitjançant la descomposició de Fourier dels camps, representa els modes normals d'una infinitat d'oscil·ladors acoblats on el límit continu de l'índex i de l'oscil·lador ara es denota amb x. L'acció per a la teoria del camp escalar relativista lliure és llavors
{\displaystyle {\begin{aligned}{\mathcal {S}}&=\int \mathrm {d} ^{D-1}x\mathrm {d} t{\mathcal {L}}\\&=\int \mathrm {d} ^{D-1}x\mathrm {d} t\left[{\frac {1}{2}}\eta ^{\mu \nu }\partial _{\mu }\phi \partial _{\nu }\phi -{\frac {1}{2}}m^{2}\phi ^{2}\right]\\[6pt]&=\int \mathrm {d} ^{D-1}x\mathrm {d} t\left[{\frac {1}{2}}(\partial _{t}\phi )^{2}-{\frac {1}{2}}\delta ^{ij}\partial _{i}\phi \partial _{j}\phi -{\frac {1}{2}}m^{2}\phi ^{2}\right],\end{aligned}}}
on {\displaystyle {\mathcal {L}}} es coneix com a densitat lagrangiana; d4−1x ≡ dx ⋅ dy ⋅ dz ≡ dx1 ⋅ dx2 ⋅ dx3 per a les tres coordenades espacials; δij és la funció delta de Kronecker; i ∂ρ = ∂/∂xρ per a la coordenada ρ -èsima xρ.
Aquest és un exemple d'acció quadràtica, ja que cadascun dels termes és quadràtic en el camp, φ. El terme proporcional a m2 de vegades es coneix com a terme de massa, a causa de la seva interpretació posterior, en la versió quantificada d'aquesta teoria, en termes de massa de partícules.
L'equació de moviment d'aquesta teoria s'obté extremant l'acció anterior. Pren la forma següent, lineal en φ ,{\displaystyle \eta ^{\mu \nu }\partial _{\mu }\partial _{\nu }\phi +m^{2}\phi =\partial _{t}^{2}\phi -\nabla ^{2}\phi +m^{2}\phi =0~,}on ∇ 2 és l'operador de Laplace. Aquesta és l'equació de Klein-Gordon, amb la interpretació com una equació de camp clàssica, més que com una equació d'ona de mecànica quàntica.

## Teoria de camps escalar quàntica
Una referència general per a aquesta secció és Ramond, Pierre (2001-12-21). Teoria de camps: una introducció moderna (segona edició). EUA: Westview Press.ISBN 0-201-30450-3ISBN 0-201-30 450-3, cap. 4
En la teoria quàntica de camps, els camps, i tots els observables construïts a partir d'ells, són substituïts per operadors quàntics en un espai de Hilbert. Aquest espai de Hilbert està construït sobre un estat de buit, i la dinàmica està governada per un hamiltonià quàntic, un operador definit positiu que aniquila el buit. A l'article de quantificació canònica es detalla una construcció d'una teoria de camps escalar quàntica, que es basa en relacions de commutació canònica entre els camps. Essencialment, la infinitat d'oscil·ladors clàssics reempaquetats al camp escalar com els seus modes normals (desacoblats) anteriors, ara es quantifiquen de la manera estàndard, de manera que el camp d'operador quàntic respectiu descriu una infinitat d'oscil·ladors harmònics quàntics que actuen en un espai de Fock respectiu.
En resum, les variables bàsiques són el camp quàntic φ i el seu moment canònic π. Tots dos camps amb valors d'operadors són hermitians. En punts espacials x , y i en temps iguals, les seves relacions de commutació canònica estan donades per
{\displaystyle {\begin{aligned}\left[\phi \left({\vec {x}}\right),\phi \left({\vec {y}}\right)\right]=\left[\pi \left({\vec {x}}\right),\pi \left({\vec {y}}\right)\right]&=0,\\\left[\phi \left({\vec {x}}\right),\pi \left({\vec {y}}\right)\right]&=i\delta \left({\vec {x}}-{\vec {y}}\right),\end{aligned}}}
mentre que l'hammiltonià lliure és, de manera similar a l'anterior,
{\displaystyle H=\int d^{3}x\left[{1 \over 2}\pi ^{2}+{1 \over 2}(\nabla \phi )^{2}+{m^{2} \over 2}\phi ^{2}\right].}